# 마고 구리안
마고 구리안(영어: Margo Guryan,1937년 9월 20일~2021년 11월 8일) 세상을 떠난 미국의 가수, 작곡가, 음악가, 작사가였습니다. 그녀의 작품은 1958년에 처음 발표되었으며, 가장 잘 알려진 곡은 1960년대 스팽키 앤 아워 갱(Spanky and Our Gang)과 올리버(Oliver)에 의해 인기를 얻은 "Sunday Morning"입니다. 캐스 엘리엇(Cass Elliott), 글렌 캠벨(Glen Campbell), 아스트러드 길베르토(Astrud Gilberto)와 같은 아티스트들도 그녀의 노래를 녹음했습니다.
가수로서는 활동 초기였던 1968년에 냈던 앨범 <Take a Picture>가 유일하며 이 앨범은 2000년에 재발매되었고 이어 <25 Demos>라는 앨범도 새롭게 출시되었다.

## 삶과 경력

### 어린 시절
마고 구리안은 뉴욕 퀸스의 파 록어웨이에서 자라났다. 그녀의 부모는 코넬 대학교에서 만났는데 어머니는 피아노 전공이었고 아버지는 인문학을 전공했다. 어렸을때부터 시를 썼고 피아노를 연주하게 되면서 작곡도 하기 시작했다. 처음에는 당시의 대중 음악을 좋아했는데 이후 공부를 계속하면서 클래식 음악에도 눈을 떴고 대학을 다닐 때에는 재즈에도 관심을 가졌다. 맥스 로치와 빌 에번스 같은 이들을 존경하며 보스턴 대학교에서 클래식과 재즈 피아노를 전공하다가 2학년에 작곡으로 바꾸었다.
고등학교 시절에 구리안은 애틀랜틱 레코드와 계약을 맺고 톰 다우드와 데모 세션을 하기도 했다. 원래는 가수로 계약했으나 녹음은 성공적이지 못했는데 이는 경험이 없었고 음역대 문제 때문이기도 했다. 그래서 레이블은 그녀를 대신 작곡가로 기용했다.
재즈 싱어인 크리스 코너가 1958년 구리안의 곡 "Moon Ride"를 녹음했을 당시 구리안은 대학생이었다. 그리고 1962년에는 구리안이 가사를 쓴 "Lonely Woman"을 코너가 불렀다. 구리안의 초기작들 중에는 해리 벨라폰테의 <The Many Moods of Belafonte>(1962년) 앨범에 들어간 "I'm On My Way to Saturday"가 있다. 1959년 레녹스 재즈 학교에 들어갔고 거기서 오넷 콜먼, 돈 체리 등을 만났으며 빌 에번스, 맥스 로치, 밀트 잭슨, 짐 홀, 존 루이스, 군터 슐러 등에게 배웠다. 이 시기의 구리안은 재즈에 빠져있었고 재즈 트럼본/피아노 연주자인 밥 브룩마이어와 결혼했고 재즈 음악의 가사를 쓰기도 했다.

### "Think of Rain"
브룩마이어와 이혼한 후에야 구리안은 팝음악과 조우하게 된다. 그녀의 친구가 비치 보이스의 앨범 <Pet Sounds>의 "God Only Knows"를 들어보라고 추천했고 그에 대해 구리안은 다음과 같이 말했다. 
""그냥 너무 멋있었다. 나는 음반을 사서 아마 백만번은 들었을 것이다. 그리고는 앉아서 "Think of Rain"을 썼다. 그렇게 나는 그런 곡들을 쓰기 시작했다. 당시의 재즈 음악보다 더 낫다고 생각했다."
구리안은 당시 비서로 일하고 있던 상사이자 제작자인 크리드 테일러에게 그녀가 새로 쓴 곡들을 녹음한 테이프을 주었고 그는 컬럼비아 레코드의 자회사인 에이프릴-블랙우드로 연결해 주었다. 거기에서 제작자이자 미래 남편인 데이비드 로스너를 만나게 된다. 로스너는 구리안과 계약하고 데모를 만들면서 노래를 두 번 겹쳐서 녹음하도록 했는데 구리안이 이전 경험으로 인해 노래에 대해 불안감이 있었기에 그렇게 보정하여 더 나은 결과를 내려 했던 것이다.
"Sunday Morning"은 스팬키 & 아워 갱에 의해 "Sunday Mornin'"이라는 제목으로 1967년 12월에 발매되어 30위에 올랐고 이후 많은 아티스트들이 불렀으며 "1968년 BMI 레퍼토리 중 가장 많이 불려진 102곡"에 들었다.
이외에도 구리안의 곡들로 카르맨 맥레이의 앨범 <The Sound of Silence>(1968년)의 "Can You Tell"과 "Don't Go Away", 줄리 런던의 앨범 <Yummy, Yummy, Yummy>(1969년)의 "Sunday Mornin"과 "Come to Me Slowly"가 있다.

### <Take a Picture>
구리안은 벨 레코드에 아티스트로 계약하고 1968년 <Take a Picture>라는 앨범을 만든다. 가벼운 재즈 풍의 팝 멜로디 곡들로 데이비드 로스너가 제작을 맡았다.
앨범 이전에 싱글 "Spanky and Our Gang"이 나왔는데 그녀의 곡 "Sunday Morning"을 불러 히트시킨 밴드에 대한 헌정곡이었고 구리안이 부른 "Sunday Morning"도 앨범에 들어갔다. <Take a Picture> 앨범에 대해 빌보드지는 구리안의 "사운드가 좋다"며 "상업성"이 있고 "판매도 좋을 것"이라고 찬사를 보냈다. 하지만 구리안은 투어를 하지 않기로 했는데 재즈 뮤지션의 아내로서 투어에 대한 많은 경험 때문이었다. "투어에는 대리인, 매니저, 변호사, 예약 담당자 등등이 있어야 하며... 결국 이들의 소유물이 되어 가라면 가고 입혀주는 대로 입고, 시키는 대로 말해야 하는데 나는 그것을 원치 않는다!... 아마도 다섯 살때 이미 너무 많은 "아빠"를 겪었고 이제는 누가 시키는 것을 하고 싶지 않다"고 했다. 그 결과 레이블 측에서는 앨범 홍보를 중단했고 결국 성공하지 못했다.
구리안은 공연을 그만두고 이후 몇 년 동안 에이프릴-블랙우드의 작곡가로 로스너가 제작하는 다른 아티스트들과 작업했다. 한편 피아노 레슨을 받기 시작하여 이후 피아노 선생이 되었고 교본을 내기도 했다.

### 재기
구리안의 음악들에 대한 관심이 1990년대에, 특히 일본에서 일어나면서 2000년 <Take a Picture> 앨범이 재발매되었고 2001년에는 데모곡들을 모은 <25 Demos>가 나왔다.
2007년 구리안은 "16 Words"라는 싱글을 냈는데 여기에서 2003년 미국 대통령이었던 조지 W. 부시의 연두 교서 중 "영국 정부는 사담 후세인이 최근 아프리카에서 상당한 양의 우라늄을 찾았다는 사실을 알게 되었다"라는 부분을 그대로 가사로 따왔다.

### 말년
마고 구리안의 남편 데이비드 로스너는 2017년 사망했고 구리안은 2021년 11월 8일 84세로 로스앤젤레스의 자택에서 사망했다.

## 음반

### 앨범
- Take a Picture (1968년)
- 25 Demos  (2001년)
- The Chopsticks Variations (2009년)
- 27 Demos (2014년)
- 29 Demos (2016년)

### 싱글
- "Spanky and Our Gang" (1968년)
- "16 Words" (2007년)

## 작곡/작사

### 작곡
- "Moon Ride" - Chris Connor (1958)
- "I'm On My Way to Saturday" - Leon Bibb (on Leon Bibb Sings, 1961), Harry Belafonte (on The Many Moods of Belafonte, 1962)
- "Four-Letter Words - Miriam Makeba (on All About Miriam, 1966)
- "Think of Rain" - Jackie DeShannon (on For You, 1967), Claudine Longet (on The Look of Love, 1967), Lesley Miller (b-side to "Teach Me To Love You", 1967), Bobby Sherman (b-side to "Cold Girl", 1967) Monique Leyrac (as "Pense a la Pluie", with French lyrics by Michel Jourdan, 1967), The Split Level (on Divided We Stand, 1968)
- "Sunday Morning" - Spanky and Our Gang (1967), Bobbie Gentry and Glen Campbell (on Bobbie Gentry and Glen Campbell, 1968), Marie Laforêt (as "Et Si Je T'Aime", with French lyrics by Michel Jourdan, on Album : 4, 1968), Oliver (1969), Julie London (on Yummy, Yummy, Yummy, 1969), Sue Raney (on With A Little Help From My Friends, 1969), Linus of Hollywood (2000), Baja Marimba Band, Sue Raney, Dick Wellstood, Richard "Groove" Holmes
- "I Don't Intend To Spend Christmas Without You" - Claudine Longet (1967), Saint Etienne (1998)
- "I Love" - The Lennon Sisters (on On The Groovy Side, 1967)
- "Can You Tell" - Carmen McRae (on The Sound of Silence, 1968)
- "Don't Go Away" - Carmen McRae (on The Sound of Silence, 1968)
- "Come To Me Slowly" - Julie London (on Yummy, Yummy, Yummy, 1969), Samantha Jones (on A Girl Named Sam, 1970)
- "Thoughts" - Monica Zetterlund (as "Tankar Om Dej Och Mej", with Swedish lyrics by Tage Danielsson, released on Volym Fyra - I valet och kvalet (1967-1973), 1995)
- "I Think a Lot About You" - Cass Elliot (on Don't Call Me Mama Anymore, 1973)
- "Shine"  - Linus of Hollywood
- "Love Songs" - Fuck (on Homesleep Singles Club #4, 2003)
- "Love" - Dawn Landes (on Sweet Heart Rodeo, 2009)
- "More Understanding Than a Man" (lyric and music by Guryan) - Nancy Harrow (on You Never Know, 1963),  Alice Babs (released on As Time Goes By, recorded 1960–1969)
- "California Shake" - Ben Lester (2020)
- "Think Of Rain" - Pearl & The Oysters (2021)

### 작사
- "Lonely Woman" (lyrics by Guryan, music by Ornette Coleman) - Chris Connor (1962), Freda Payne (on After the Lights Go Down Low and Much More!!!, 1964), Carola Standertskjöld (1966)
- "Milano" (lyrics by Guryan, music by John Lewis) - Chris Connor
- "This Lovely Feeling" (lyrics by Guryan, music by Arif Mardin) - Dizzy Gillespie (1963)
- "If I Were Eve" (lyrics by Guryan, music by John Lewis) -  Nancy Harrow (on You Never Know, 1963), Alice Babs (released on As Time Goes By, 2009, recorded 1960–1969)
- "No-one" (lyrics by Guryan, music by Arif Mardin) - Arif Mardin, featuring Dianne Reeves (on All My Friends are Here, 2010)
- "Song for the Dreamer" (lyrics by Guryan, music by John Lewis) - Nancy Harrow (on You Never Know, 1963), Alice Babs / Nils Lindberg's Orchestra (on Music With A Jazz Flavour, 1973)
- "To Welcome the Day" (lyrics by Guryan, music by Ornette Coleman) - Judy Niemack (on Long as You're Living, 1990), Pat Thomas, Malcolm McNeill
- "I Want to Sing a Song" (lyrics by Guryan, music by Gary McFarland) - Anita O'Day (on All The Sad Young Men, 1962)